# Río Keelung

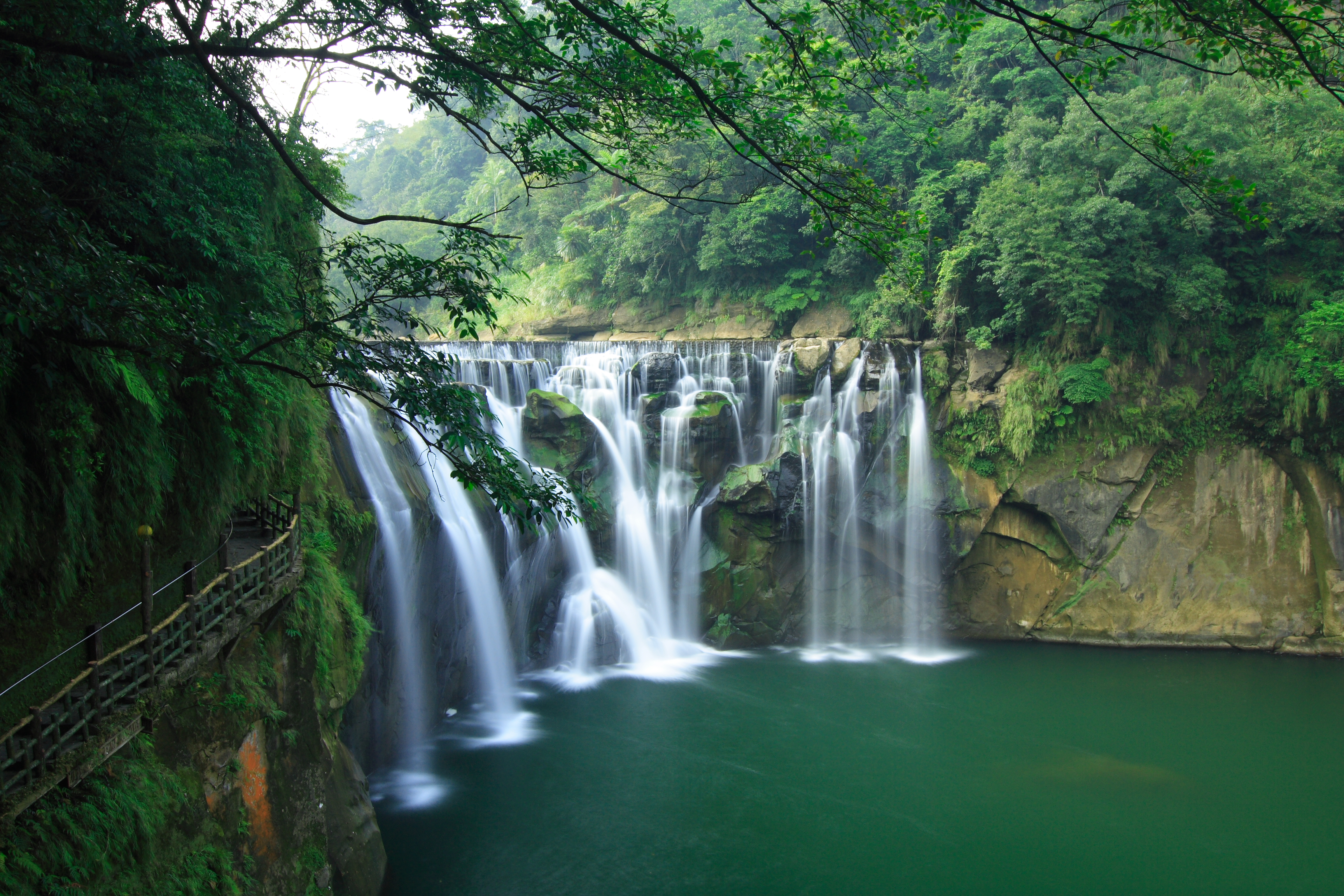
La cascada Shifen en el río Keelung.

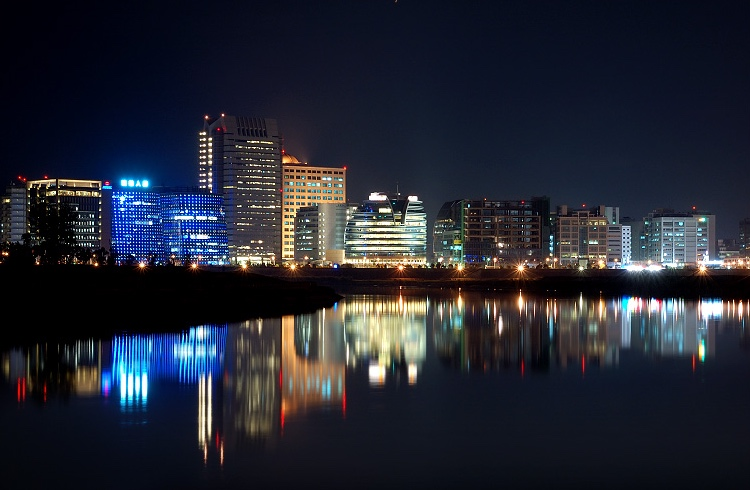
Panorama de la ciudad de Taipéi de noche, vista desde el río Keelung.

El río Keelung (en chino: 基隆河) es un afluente de 96 km que nace próximo a su ciudad homónima, en la zona noreste de Taiwán y desemboca en el río Tamsui cerca de la ciudad de Taipéi.

## Características

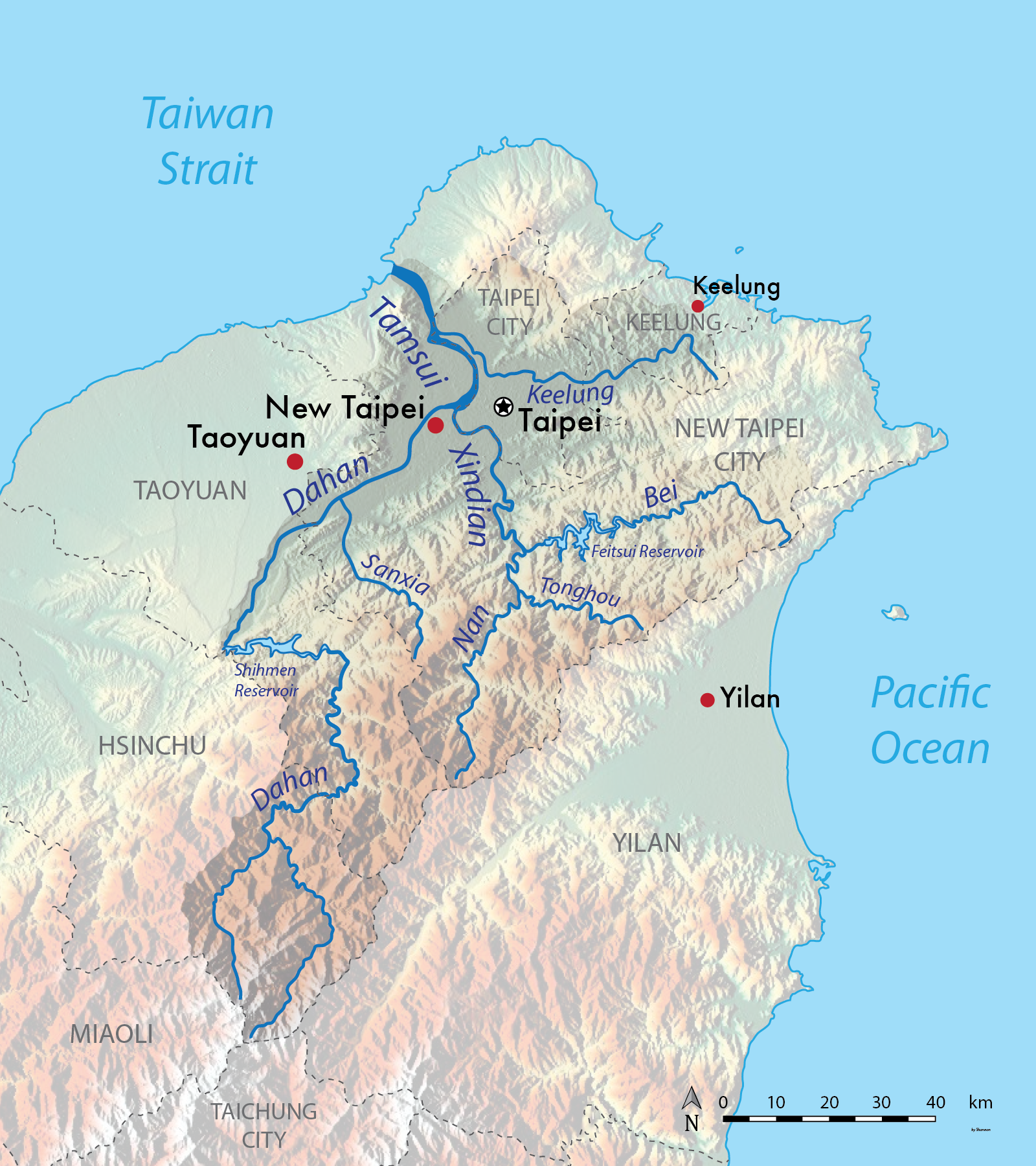
Localización del río Keelung en el noreste de Taiwán.

El río Keelung nace cerca de la ciudad de Keelung y discurre a través de su cuenca por la parte noreste de Taiwán hasta desembocar en el río Tamsui.
Durante la década de 1880, el general de Francia, Jacques Duchesne batalló contra la denominada Campaña Keelung en la cuenca del río, derrotando al ejército de China.
En el siglo xix se descurió oro en el río Keelung y Japón inició la minería de forma intensiva en el territorio, dividiendo el área entre dos compañías que formaban parte del gobierno.
En el río Keelung se encuentra el monumento a los mártires de Taipéi, muy próximo a la montaña Qing. En el monumento se conmemora a 330 000 generales y milatres que dieron su vida desde los orígenes de la República de China hasta la invasión de Japón, además de las agresiones entre el Kuomintang y el Partido Comunista.
El río Keelung se hizo mundialmente conocido cuando el 3 de febrero de 2015, un avión de la compañía TransAsia Airways se estrelló en él, provando la muerte de 40 personas. El accidente dio la vuelta al mundo cuando fue grabado en vídeo por automóviles que circulaban por la zona en el momento en que el avión se precipitaba sobre el río Keelung.
El río se encuentra en la actualidad muy contaminado debido al vertido de las aguas residuales y a la contaminación de las empresas de la industria ilegal. La restauración del río Keelung está en la agenda del gobierno de la ciudad de Taipéi, así como del gobierno central del Taipéi y de varias organizaciones ciudadanas a favor del medio ambiente.

## Galería de imágenes
|                                   |
| Cascada Shifen en el río Kelelung |

|                                 |
| Vista del puente desde un ferry |

|                                        |
| El río Keelung a su paso por Zhongshan |

|                     |
| Vista de la cascada |

|                              |
| Cascada Shifen desde el lago |

|                                        |
| Vista del río por el paso de un puente |

|                                            |
| Lancha a motor navegando en el río Keelung |

|                          |
| Puerto en el río Keelung |